# محمد شطح
مُحمد بَها شَطَح (عربی: محمد بهاء شطح) اقتصاددان و سیاستمدار اهل کشور لبنان بود. وی مسلمان سنی بود. شطح در شهر طرابلس (لبنان)، واقع در کشور لبنان به دنیا آمد. در زمینهٔ اقتصاد در دانشگاه آمریکایی بیروت تحصیل کرد و درجهٔ دکتری را در دانشگاه تگزاس در آستین بدست آورد. پس از آن، به تدریس درس اقتصاد در همان دانشگاه پرداخت. محمد شطح از ژوئیه ۲۰۰۸ تا ۲۰۰۹ وزیر اقتصاد لبنان بود.